# Đức Phổ
Đức Phổ est une thị xã de la province de Quảng Ngãi dans la région de la  côte centrale du Sud du Vietnam.

## Présentation
Le district a une superficie de 372,76 km2. 